# Melville (Nouvelle-Zélande)
Melville est une banlieue située au sud de la ville d’Hamilton dans l’île du Nord de la Nouvelle-Zélande.

## Situation
Elle borde les banlieues de Glenview et de Fitzroy.

## Toponymie
Elle est dénommée d’après  James Dougal Melville , le pionnier du districts  (J Melville, qui vivait en 1904 à l’opposé du site actuel de l’école primaire de Melville).
De nombreuses rues de Melville sont nommées d’après les héros de la guerre comprenant:
Douglas Bader,
Bernard Montgomery, 
Odette Hallowes, 
David Beatty et 
William Slim.

## Histoire
L'Hôpital montra le chemin pour un grand nombre de développement à travers le secteur de Melville. Ouvert en 1887, la zone est rapidement devenue connue comme la colline de «Hospital Hill», bien que ce secteur ne fut pas rattaché à Borough d’Hamilton jusqu’en 1936.
La cité de Hamilton étendit ses limites vers Collins Road, puis Melville en 1954 et à nouveau en 1962 vers Houchens Road, Glenview et Dixon Road, Glenview. 
En 1960, Melville obtint le 4 e bureau de poste urbain de la ville d’Hamilton, suivit en 1964 de l’ouverture de la Melville High School. 
Les installations de Melville reflètent la croissance significative de la banlieue de « Melville / Glenview » à travers les années 1950.
Melville donne son nom à l’une des principales équipes de l’association de football d’Hamilton, nommée le Melville United (en), qui participe aux compétitions dans le cadre du Lotto Sport Italia NRFL Premier (en).

## Gouvernance
La gouvernance de Melville fut transférée du  comté de Waipa à conseil de la cité d’Hamilton (en) en 1949 .

## Éducation
Melville a aussi les  écoles  de Melville Primary, de Melville Intermediate et de collège de Melville (en) ainsi que la  St Pius X Catholic School de Melville.